# Presbytère catholique de Villé
Le presbytère catholique de Villé est un monument historique situé à Villé, dans le département français du Bas-Rhin.

## Localisation
Ce presbytère est situé 15, rue du Général-Leclerc à Villé.

## Historique
L'édifice fait l'objet d'une inscription au titre des monuments historiques depuis 2014.